# Paszki (Hajnówka)
Paszki – zachodnia część miasta Hajnówki położona w rejonie ulicy Prostej.